# NAKED/Fight Together/Tempest
《NAKED／Fight Together／Tempest》，是安室奈美惠以个人单独名义在2011年7月27日发行的第37张单曲。发行了CD和CD+DVD两种。

## 簡介
- 與前作《Break It／Get Myself Back》相隔約一年的新單曲，自2008年《60s 70s 80s》以來的3A面單曲。兩版本初回盤皆為「NAKED」式樣，唱片封套與歌詞本皆為透明的特殊包裝。
- 《NAKED》為本人出演的春季高絲「丰靡美姬‧幻粧」廣告歌曲，由大澤伸一負責作曲、m-flo的VERBAL填詞的刺激舞曲。本作是VERBAL為安室填詞的首支單曲，同時為大澤伸一自《WHAT A FEELING》以來再為安室創作的歌曲。PV以「反抗」作主題製作，於MTV JAPAN作「MTV BUZZ CLIP」熱門放送[1]。而同曲的音樂錄影帶製作花絮亦於Twitter作公開播放[2]。
- 《Fight Together》為人氣動畫《ONE PIECE》片頭曲，帶有「朋友間的羈絆」、「向前進發」意思的勵志歌曲。自2003年《Come》、《Four Seasons》約8年以來的動畫歌曲。CD發售前，於6月1日及7月13日開始分別提供鈴聲下載及全曲下載的收費服務，並分別獲得RecoChoku鈴聲下載及全曲下載排行榜1位的紀錄[3]。
- 《Tempest》為NHK BS Premium同名時代劇《Tempest》主題曲，同樣作角川電影《Tempest 3D》主題曲。曲風為自2004年的《ALL FOR YOU》後以來的抒情單曲。

## 收录曲
CD
1. NAKED
  - 作詞：VERBAL、作曲：SHINICHI OSAWA
2. Fight Together
  - 作詞・作曲・編曲：Nao'ymt
3. Tempest
  - 作詞・作曲・編曲：Nao'ymt
4. NAKED（Extended Instrumental）
5. Fight Together（Instrumental）
6. Tempest（Instrumental）

DVD
1. NAKED（Music Video）
2. Tempest（Music Video）

## 銷售搭配
| 歌曲名稱       | 銷售搭配                              |
| NAKED          | 高絲「丰靡美姬‧幻粧」電視廣告曲       |
| Fight Together | 富士電視台動畫《ONE PIECE》片頭曲     |
| Tempest        | NHK BS Premium時代劇《Tempest》主題曲 |
| Tempest        | 角川電影《Tempest 3D》主題曲          |

## 備註
1. ↑  安室奈美恵、ワンピース曲が着うた(R)・着うたフル(R)2冠獲得!! Archive.today的存檔，存档日期2012-07-17（mu-moエンタメニュース、2011年7月20日）
2. ↑  .   [2012-07-03]. （原始内容存档于2020-10-21）.
3. ↑  安室奈美恵、注目の新曲3曲をまとめてコンパイル！ （页面存档备份，存于）（mu-moエンタメニュース、2011年7月27日）